# Abdul Kareem Al-Awad
Abdul Kareem Salah Al-Awad (sinh ngày 22 tháng 8 năm 1953) là một vận động viên điền kinh người Kuwait đã về hưu. Anh đã thi đấu trong nội dung chạy 100 mét nam tại Thế vận hội Mùa hè 1976.